# Macropsis jocosa
Macropsis jocosa är en insektsart som beskrevs av Hamilton 1983. Macropsis jocosa ingår i släktet Macropsis och familjen dvärgstritar. Inga underarter finns listade i Catalogue of Life.